# Universidad Invisible
La Universidad Invisible (UI) es una institución imaginaria, creada por el escritor británico Terry Pratchett para su Mundodisco. 
Centro de estudio de magia más grande del Disco, su sede principal está en la ciudad de Ankh-Morpork, aunque hay otras en lugares tan lejanos como el Continente XXXX.
El lema de la institución, en el escudo de la UI, - Nunc id Vides, Nunc ne Vides - significa "ahora la ves, ahora no la ves".
La universidad tiene su centro en la Torre del Arte, alrededor de la cual creció. Debido a los altos niveles de magia residual en la vecindad, un plano de la UI se parece vagamente a un crisantemo explotando y sólo es válido por alrededor de un día, aunque se acepta en general que el interior de la UI es más grande que lo que los muros exteriores podrían contener en circunstancias normales. Esta es también la razón de varias anormalidades físicas y biológicas que la afectan.
En la novela Ritos Iguales se dice que el fundador fue Alberto Malich, también conocido como "Malich el Sabio", quien posteriormente se descubre que es Albert, el sirviente y cocinero de La Muerte.

## Campus

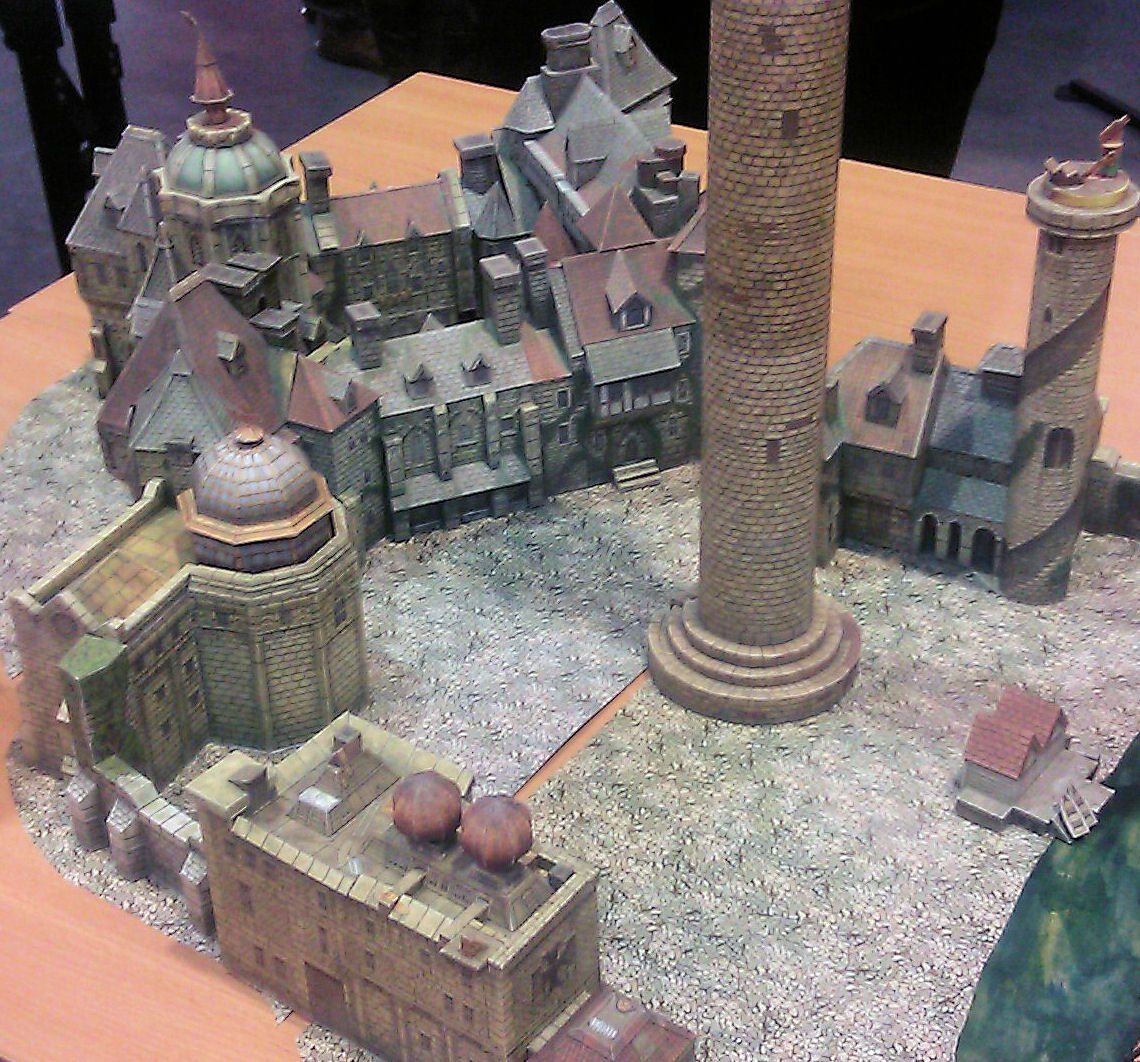
Universidad Invisible - campus

El campus está formado por la Biblioteca, la sala No-Común, la Torre del Arte y el Edificio de Magia de Altas Energías.
En la Biblioteca de la Universidad Invisible se encuentran todos los grimorios y libros de magia. La Biblioteca está regida por un bibliotecario, transformado en un orangután en un accidente mágico. Véase: Bibliotecario del Mundodisco.
La sala No-Común es el lugar donde se reúnen los magos a comer y a deliberar.
La Torre del Arte es el edificio más alto del Disco, y probablemente el más antiguo. Aunque está en ruinas, en él se desarrollan varias aventuras del Disco.
El Edificio de Magia de Altas Energías (Situado sobre el solar de la antigua pista de Squash) es el lugar donde los magos jóvenes lidian con el tejido mismo de la realidad. En este edificio está HEX, o Maleficio, un gigantesco "ordenador", con el que se puede calcular la fuerza y dirección de los hechizos.

## Claustro
El claustro de la Universidad Invisible está formado por 8 magos: 
Archicanciller: El archicanciller es el jefe supremo de todos los magos de la Universidad. Actualmente el cargo está ocupado por Mustrum Ridcully el Marrón (parodia bastante clara de Radagast el Pardo, mago del universo de El Señor de los Anillos). Ridcully es un señor grande y gordo, al que le gusta cazar, pescar y, en general, matar animales. Además, ha acabado con la costumbre de los magos de ascender asesinando a los magos de niveles superiores. Es, aparte del Lector de Escritos invisibles, el único cargo cuyo nombre conocemos hasta los libros más avanzados, en los que se van revelando más nombres.
Decano: Segundo en rango después del Archicanciller. Actualmente está ocupado por un hombre que se considera un Gran Hechicero "por ser el único capaz de sentarse en dos sillas al mismo tiempo." El Decano es un hombre con mal genio, pero bastante estúpido.
Bibliotecario: Antaño fue un hombre corriente, un bibliotecario corriente, pero un día un escape de magia le convirtió en un orangután y descubrió que era muy útil ser un simio siendo su oficio bibliotecario. La única palabra que pronuncia es "Oook". Se recomienda encarecidamente que la gente se abstenga de referirse a él como "mono" si no quieren recibir una lección sobre las diferencias entre mono y simio de una forma un tanto brusca.
Catedrático de Estudios Indefinidos: El Catedrático es un puritano, que considera que el croquet es una alternativa razonable al sexo, y mucho más limpia.
Prefecto Mayor: Parece el "tercero al mando" en la UI. Tiene una obsesión con la Señora Panadizo. (Ver, más abajo, "personal no docente" y "magos y sexo")
Tesorero (Señor Taladrosoga): El loco nervioso oficial del Cuadro Académico. Es delgado (cosa rara en los magos) y toma píldoras de extracto de rana para centrarse, con escaso éxito. Hace cosas tales como vivir el día anterior (al revés). Su locura está relacionada directamente con el Archicanciller Ridcully.
Conferenciante de Runas Recientes: Otro de los magos del Claustro. Está enamorado de la Señora Panadizo y compite con el Prefecto Mayor por ella.
Lector de Escritos Invisibles: Cargo ocupado actualmente por Ponder Stibbons, un mago joven e inteligente, que se empeña en creer tonterías como la Teoría de la Evolución. Es el único mago que tiene los pies en el suelo y es trabajador. Es uno de los inventores de Maleficio.
Windle Poons: No pertenece oficialmente al Cuadro Académico pero, con 130 años, es el mago más viejo del mundo. Su muerte/no muerte es el argumento de El Segador

## Personal no docente
Señora Panadizo: La jefa del personal que se encarga de hacer la limpieza, la comida y las tareas de la UI. Es una señora grande, gorda y fea de la que, sin embargo, están enamorados dos de los magos del Cuadro Académico, por la sencilla razón de que es la única disponible. La señora Panadizo aparece por primera vez en Ritos iguales, dándole trabajo a la joven Eskarina.
Modo: El enano jardinero de la UI. Ver la vida a través de un montón de estiércol resulta una buena terapia para curarse de las locuras de los magos.

## El Octavo
El Octavo es el libro mágico del propio Creador y debido a ello el libro más poderoso del Mundodisco. Pese a su importancia, su apariencia es simple: es un libro grande pero poco impresionante, forrado en cuero café con una ilustración de Bel-Shamharoth en la portada. La leyenda dice que fue olvidado por el Creador después de que éste terminara su gran trabajo. Los Ocho Grandes Hechizos que inicialmente crearon el Disco están aprisionados en sus páginas, dándole conciencia al libro.
De alguna forma llegó a la Universidad Invisible, donde está guardado en un pequeño cuarto bajo la biblioteca. El Octavo está encadenado a un atril con la forma de una criatura con alas. También está cerrado con seguros de metal. Dada la naturaleza del libro, la habitación está llena de medidas de seguridad, no tanto por la protección del libro sino que por la protección de quienes lo visitan. Las paredes están cubiertas de símbolos y octogramas, aunque pese a todas las precauciones nadie puede permanecer más de 4 minutos y 32 segundos en el cuarto, según las estimaciones calculadas por dos siglos. 
También es posible que el Octavo ignore estas precauciones, como al parecer lo hizo al darle a Rincewind uno de sus hechizos, cuando en su primer año en la universidad, el mago intentó abrir el Octavo por una apuesta, y milagrosamente tuvo éxito en romper todas las medidas de seguridad logrando abrir el libro, lo que ocasionó que uno de los Ocho Grandes Hechizos se escapara y se metiera en su mente. Ningún mago logró removerlo de su cabeza. 
Rincewind fue expulsado de la universidad debido a que era incapaz de aprender otros hechizos, que tenían miedo de estar en la misma mente que uno de los Grandes Hechizos. Eventualmente, el hechizo volvió al Octavo luego de que Rincewind los dijera todos para prevenir la destrucción del mundo (como se describe en La luz fantástica). El libro fue tragado más tarde por el Equipaje y escupido unos días más tarde. Presumiblemente el libro volvió a su cuarto en la universidad.

## Magos y sexo
En la novela Rechicero el mago Rincewind explica: "El asunto sobre los magos y el sexo se puede explicar de la siguiente forma: Cuando se trata de vino, canciones y mujeres, a los magos se les permite emborracharse y desafinar todo lo que quieran."
La relación de los magos con el sexo femenino es, por lo general, nula; esto en parte ya que el simple hecho de que su libido despierte o se sientan excitados anula por días su capacidad de usar magia, sin embargo, este no es el principal peligro. A los magos se les prohíbe tener relaciones sexuales debido a que, en el Disco, solamente pueden ser magos los octavos hijos de un octavo hijo. Si un mago tuviese hijos cada uno nacería con tanto poder que podría igualar al más fuerte archimago del disco, y si llegara a tener ocho hijos el octavo sería una fuente de poder al cuadrado: un Rechicero, es decir un mago omnipotente a tal punto que sin esfuerzo puede reescribir la realidad o derrotar a los dioses; la sola presencia de un rechicero potencia y nutre la magia en el mundo, amplificando los poderes de los magos ordinarios decenas de veces; pero su existencia está prohibida ya que desde las viejas eras la realidad se ha debilitado tanto que no soportaría la presencia de alguno. Esto significaría que en el mejor de los casos el disco sería destruido, pero en el peor y más probable de los casos, los muros de la realidad se desgarrarían permitiendo a las criaturas de las dimensiones mazmorra atravesar a este universo y destruirlo por completo. 
- Datos: Q8460327